# Антиохида (жена Ариарата IV)
Антиохида (др.-греч. Aντιoχίς; 210-е годы до н. е. — 163 до н. е., Антиохия-на-Оронте) — селевкидская царевна, дочь царя Антиоха III Великого и его супруги Лаодики. Жена Ариарата IV, царя Каппадокии, которому родила пятерых детей. Была вынуждена покинуть страну в результате конфликта из-за наследника государства. Вернулась в Сирию, где была убита, вмешавшись в дворцовые интриги. Перезахоронена в Мазаке, по просьбе сына Ариарата V.

## Биография

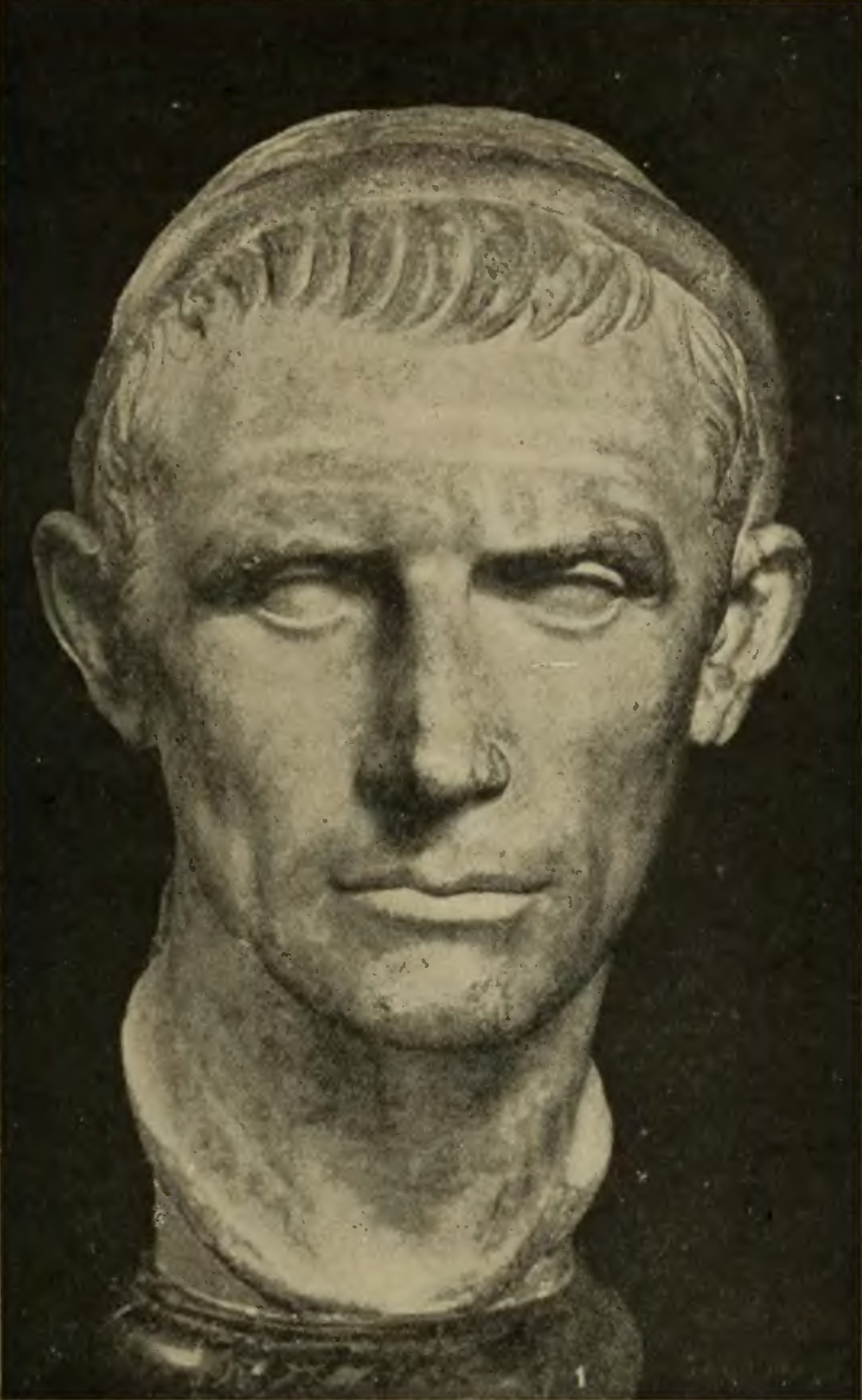
Бюст Антиоха III, отца Антиоходы

Антиохида была одной из дочерей селевкидского царя Антиоха III Великого и его жены Лаодики. По расчетам немецкого историка Хатто Х. Шмидта она родилась в 210 годах до н. э. Исследователь Рензо Лукерини датировал рождение Антиохиды в промежутке 217—210 годов до н. э., отмечая, что старше неё, среди детей Антиоха Великого, был Антиох Младший и, возможно, Лаодика с Клеопатрой. Её имя было обычным для династии: так звали сестру её отца, а также мать пергамского царя Аттала I, которая происходила из связанной с Селевкидами династии Ахеадов.
Антиохида вышла замуж за Ариарата IV Евсеба, царя Каппадокии. Историк Олег Габелко датировал брак примерно 195 годом до н. э., а Рензо Лукерини — примерно 193—192 годами до н. э. Это был политический брак, с помощью которого Антиох Великий хотел получить поддержку Ариарата IV в предстоящей войне с Римской республикой. Надежды Антиоха оправдались и каппадокийцы оставались его союзниками вплоть до поражения в битве при Магнезии. По мнению Рензо Лукерини, с учётом даты рождения каппадокийского царя, это был не первый его брак .
Согласно Диодору Сицилийскому, Антиохида, «будучи чрезвычайно коварной», сначала не имея своих детей, выдала за своих двух мальчиков — Ариарата и Ороферна. Однако затем Антиохида сама родила двух дочерей, в том числе Стратонику, впоследствии вышедшую замуж за пергамского царя Аттала II, и Митридата — будущего царя Ариарата V. После этого, объявив старших детей подставными, устроила так, чтобы Ариарат был отправлен с соответствующим его статусу денежным содержанием на воспитание в Рим, а Ороферн — в Ионию (по предположению Олега Габелко, в Приену). По замечанию антиковедов, сообщение Диодора, несмотря на свою обстоятельность, считается подложным. Возможность существования подобной ситуации при полном неведении Ариарата IV выглядит маловероятной. Однако при этом полностью соответствующей интересам самого младшего из братьев, Митридата, позаботившегося о нужном ему изложении событий в династической традиции — изображения старших братьев незаконнорождёнными. Возможно, старшие сыновья пользовались поддержкой матери, а младший — отца. Поэтому Ариарат и Ороферн, когда Антиохида, не сумев добиться реализации своих намерений и, возможно, разведясь с мужем, в 170-х годах до н. э. вернулась в Сирию, были вынуждены по настоянию отца покинуть Каппадокию. По мнению историка Дэниеля Огдена, если история пересказана Диодором правдива, то она хорошо иллюстрирует под каким «экстремальным давлением» жили жёны античных царей, что их статус зависел от способности рожать детей и что они предпочитали своих собственных детей.
Антиохида вместе с дочерью, имя которой исторические источники не называют, была убита в 163 до н. э. в Антиохии-на-Оронте и там похоронена. Предполагается, что женщины были убиты по приказу одного из регентов несовершеннолетнего царя Антиоха V — Лисия или Филиппа. По мнению историка Эдвина Роберта Бивена, Антиохида, будучи властной женщиной, вмешалась в интриги селевкидского двора. Возможно, она поддерживала регента Филиппа в его борьбе с Лисием, или хотела уберечь своего племянника, Антиоха V, от Лисия и его союзников.
Согласно Полибию, Ариарат V направил послов в государство Селевкидов, чтобы вернуть останки сестры и матери, при этом он приказал, чтобы не разозлить Лисия, не расспрашивать об обстоятельствах их смерти. Останки были привезены в Мазаку, где они были торжественно перезахоронены рядом с гробницей Ариарата IV. Как отметил Эдвин Роберт Бивен, убийство Антиохиды оттолкнуло каппадокийский двор от Селевкидов и разрушило союз между странами. Рензо Лукерини предполагал, что Лисий мог видеть в лице Антиохиды конкурента на его должность регента, поскольку тётя басилевса имела на неё больше прав. Учитывая, что в то время умерла Лаодика IV, жена Антиоха IV и мать Антиоха V, предполагается, что именно она могла быть казнённой дочерью Антиохиды.
Сохранился декрет совета и народа Коса в честь каппадокийской царской семьи. Его удалось идентифицировать благодаря сохранившемуся имени царицы. Предполагается, что он связан с участием мужа Антиохиды в Пергамо-понтийской войне 183—179 годов до н. э. на стороне правителя Пергама Эвмена II против понтийского царя Фарнака I.

## Семья
В браке с Ариаратом IV родилось пять детей:
- Стратоника — старший ребёнок, жена Эвмена II[9].
- Ариарат — старший сын, отосланный отцом в Рим. О его прибытии вместе с посольством упоминал Тит Ливий[13].
- Ороферн[нем.] — средний сын, отосланный отцом в Ионию. Вернулся во время правления брата и узурпировал власть.
- Митридат — младший сын, царь Каппадокии под именем Ариарат V Филопатор.
- Дочь — имя неизвестно. Погибла вместе с матерью в Антиохии. По одной из версий, была женой Антиоха IV[9].